# Khalsa Diwan Society of Vancouver
La Khalsa Diwan Society of Vancouver (en panjabi: ਖ਼ਾਲਸਾ ਦਿਵਾਨ ਸੋਸਾਇਟੀ ਵੈਨਕੂਵਰ) és un lloc de culte sikh de Vancouver, Columbia Britànica, Canadà. La gurdwara Khalsa Diwan, havia estat el temple sikh més gran d'Amèrica del Nord. El lema de la gurdwara és: "movent-nos cap endavant amb fortes arrels". Una gurdwara (en panjabi): ਗੁਰਦੁਆਰਾ), vol dir "La porta d'entrada del Guru", és un temple sikh.
La Khalsa Diwan Society, és la més societat sikh més antiga de l'àrea metropolitana de Vancouver. La gurdwara actual, està en la intersecció entre la carretera marina del sud-oest i el carrer Ross, en la part sud de Vancouver.

## Història
La Khalsa Diwan Society es va fundar el 22 de juliol de 1906 i va ser registrada el 13 de març de 1909. El seu nom corporatiu va ser Khalsa Diwan Society. La primera gurdwara va ser construïda en 1908, en la segona avinguda de l'oest, i va ser inaugurada el 19 de gener de 1908.
La situació financera de la societat, depenia del nombre de sikhs que vivien en la Columbia Britànica. Les donacions van augmentar considerablement, a mesura que més sikhs van arribar a la Columbia Britànica.
La població de sikhs va augmentar en el període entre 1904 i 1908, i la seva població era de 5.185 persones. La població va descendir a 2.342 persones en 1911. La població sikh va disminuir encara més, a 1.099 persones, en 1918.
En 1963, la societat sikh de Vancouver, va començar a fer plans per a construir una nova gurdwara, i un nou centre comunitari. L'entitat va decidir construir una nova gurdwara en 1969. La societat va comprar 2,75 acres (11,100 m2) de terreny municipal en 1968. La construcció es va completar en la primera setmana d'abril de 1970.